# Sankt Johann am Wimberg
Sankt Johann am Wimberg är en ort och kommun i Österrike. Den ligger i distriktet Rohrbach i förbundslandet Oberösterreich, 170 kilometer väster om huvudstaden Wien. 
Kommunen består av sex orter (Ortschaften) (inom parentes invånarantal 1 januari 2024):
- Auhäuser (9)
- Penning (144)
- Petersberg (118)
- Sankt Johann am Wimberg (559)
- Schlag (81)
- Sichersdorf (111)